# Pilot 211 SE
Pilot 211 SE är en svensk lotsbåt som byggdes 2009 av Baltic Workboats AS i Nasva i Estland för Sjöfartsverket i Norrköping. Pilot 211 SE stationerades vid Göteborgs lotsplats. År 2010 flyttades båten till Helsingborgs lotsplats.